# Leptopelis viridis
Leptopelis viridis är en groddjursart som först beskrevs av Günther 1869.  Leptopelis viridis ingår i släktet Leptopelis och familjen Arthroleptidae. IUCN kategoriserar arten globalt som livskraftig. Inga underarter finns listade i Catalogue of Life.